# 삭제 복구
삭제 복구는 파일 삭제의 까닭에 파일 시스템에서 제거된 컴퓨터 파일을 되돌리는 기능이다. 지워진 자료는 삭제 복구 기능을 제공하는 파일 시스템에서 복구할 수 있다. 삭제 복구 기능 없이 자료를 복구하는 것을 삭제 복구라고 하지 않고 자료 복구라고 하는 것이 보통이다. 삭제 복구는 사용자가 실수로 자료를 잃지 않게 해 주지만 사용자가 지워진 파일에 여전히 접근할 수 있음을 알지 못할 경우 컴퓨터 보안 문제가 있을 수 있다.

## 지원
모든 파일 시스템이나 운영 체제가 삭제 복구 기능을 지원하는 것은 아니다. 삭제 복구 기능은 MS-DOS가 지원한 적이 있지만 대부분의 현대 유닉스 파일 시스템에서는 지원되지 않는다. ext2 파일 시스템은 삭제된 파일을 복구하는 e2undel이라는 부가 기능의 프로그램을 가지고 있는 반면, 비슷한 ext3 파일 시스템은 삭제 복구를 지원하지 않는다.
그래픽 사용자 환경은 삭제되리 파일의 소유 영역을 도입함으로써 다른 방식의 삭제 복구 기능을 사용한다. 원치 않는 파일은 이러한 소유 영역으로 이동되며 소유 영역의 모든 파일은 간헐적으로 삭제된다. 이러한 방식은 매킨토시 운영 체제의 "쓰레기통"(Trash can)과 마이크로소프트 윈도우의 휴지통에서 사용된다.
다른 접근은 노턴 고백(Norton GoBack, Roxio GoBack)과 같은 프로그램을 사용하는 것이다.

## 제한
삭제 복구는 안전을 보장하지 않는다. 일반적으로 삭제를 시도한 시기가 최근일수록 복구 가능성은 높아진다. 삭제된 파일이 조각 나게되면 파일 시스템에 따라 복구의 가능성을 떨어트릴 수 있다. 이렇게 조각이 난 파일은 한 곳으로 모이지 않고 디스크의 여러 곳으로 흩어지게 된다.

## 삭제 복구 방지
삭제 복구 기능을 막기 위한 방법들이 몇 가지 있다. GNU 코어 유틸리티를 사용하는 유닉스 환경에서 shred (유닉스) 명령어는 파일을 삭제하고 반복적으로 섹터를 덮어씌워서 매우 비싼 하드웨어 탐색 기술을 사용해도 복구하기 힘들게 만들어 버린다. 윈도에서는 (적어도 FAT 파일 시스템에서) 파일을 지운 뒤 디스크 조각 모음을 사용하면 원래의 파일 위치를 덮어씌울 수도 있어서 파일 복구를 더 어렵게 만들지만 보안을 완전히 보증하는 방법은 아니다.

## 같이 보기
- 자료 복구